# Abbazia di San Tommaso dei Borgognoni
L'abbazia di San Tommaso, comunemente detta dei Borgognoni, era un complesso religioso, oggi scomparso, dell'isola di Torcello.

## Storia
La chiesa era più antica del monastero, rappresentando originariamente una pieve. Sul finire del XII secolo il pievano Rodolfo e il patrizio Marco Trevisan, detto "il Grande", decisero di affidarla ad una congregazione religiosa. Costruito il monastero con le offerte del nobile, nel 1190 vi si insediarono gli agostiniani, che tuttavia la abbandonarono poco dopo. Passò dunque ad un gruppo di cistercensi originari della Borgogna, da cui l'appellativo. Nel 1205 il complesso otteneva il titolo di abbazia.
In breve San Tommaso divenne uno dei più ricchi e celebri conventi dell'estuario, sia per le consistenti donazioni, sia per la fama dei suoi monaci, che in più occasioni furono scelti dai papi come legati.
Ebbe proprietà a Venezia, nel Padovano e nel Trevigiano, ma anche nei territori di Costantinopoli e Capodistria; dal 1208 gli dipese il monastero di Santo Stefano dei Greci di Costantinopoli, dal 1218 il convento di Gerari e dal 1230 quello di Santa Maria Varangorum, entrambi sull'isola di Candia. Per un periodo i monaci ebbero inoltre il privilegio di eleggere il proprio abate.
In un diploma di papa Gregorio IX viene lodato l'abate Aimone, ambasciatore in Francia e Ungheria. Il successore Conrado, distintosi presso Baldovino II di Costantinopoli, nel 1240 ottenne la protezione del pontefice sul suo monastero. Da ricordare poi Pietro IV, altro legato pontificio sotto Clemente V e presente al concilio di Vienne. Quindi un Niccolò, al servizio di Giovanni XXII contro i Fraticelli. Successivamente, si distinse l'abate Giacomo, inviato per esortare Riccardo II d'Inghilterra all'ubbidienza verso papa Bonifacio IX.
Sul finire del Trecento sorse una disputa tra i cistercensi e la famiglia Trevisan, la quale rivendicava il giuspatronato sull'abbazia; la lite si risolse a favore dei nobili e da allora questi poterono eleggere il priore, che dal 1544 fu sempre un membro della famiglia.
Anche San Tommaso, come molte altre istituzioni religiose poste ai margini della laguna Veneta, subì un periodo di grave decadenza dovuta alle problematiche ambientali della zona. Nel 1593 l'abate Stefano intendeva trasferire i frati in un nuovo monastero da erigere a Venezia, nella parrocchia di Santa Margherita. Tuttavia il progetto non andò in porto e solo nel 1669 gran parte dei monaci si trasferì alla Madonna dell'Orto. Il complesso rimase in qualche modo attivo sino alle soppressioni napoleoniche di inizio Ottocento e alle successive demolizioni.

## Edificio

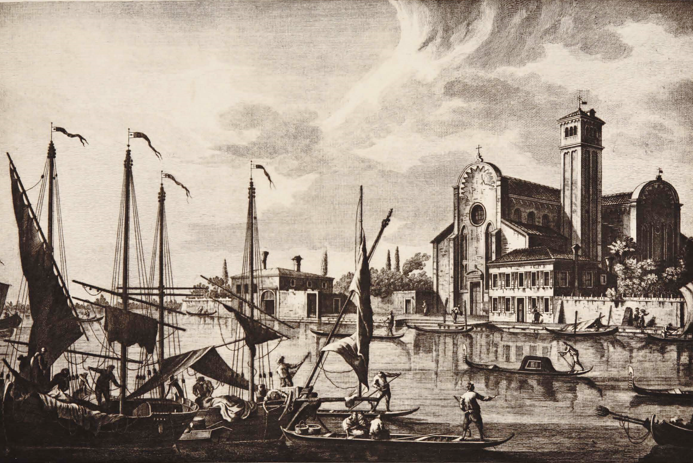
Torcello, San Tomaso dei Borgognoni

Nel 1832 l'area dei Borgognoni è stata oggetto di scavi condotti da Giovanni Davide Weber, delegato ufficiale del catasto per le Isole di Venezia. Un'altra campagna si svolse sul finire dell'Ottocento.
Le operazioni si limitarono alla sola zona absidale, non essendo stati rinvenuti altri reperti di rilevanti. La chiesa seguiva la tipica architettura cistercense, con pianta a croce latina. Resiste inoltre parte della sagrestia, oggi inglobata in una casa privata.
Scarse le notizie storiche e artistiche circa l'aspetto del complesso. Fondamentale in questo senso è un'incisione di Francesco Tironi, che presenta la chiesa come un edificio imponente, aspetto acquisito con il rifacimento quattrocentesco.
Nelle vicinanze sono stati rinvenuti anche i resti di un'altra chiesa, a croce greca, di cui però si ignora la storia. Il Weber la ritenne fondata su un precedente tempio pagano, riferendo di un pronao di epoca romana e della massiccia presenza di urne cinerarie nei dintorni. Potrebbe dunque trattarsi della più antica chiesa torcellana, anticipando persino la cattedrale. Non sono stati trovati resti più antichi sotto la chiesa di San Tommaso, ma si può comunque supporre veritiera la tradizione che parla di una chiesa precedente.